# The Polar Express
The Polar Express is een Amerikaanse animatiefilm uit 2004 waar gebruik werd gemaakt van 3D-technieken.
De film werd geregisseerd door Robert Zemeckis en is een productie van Warner Bros. Entertainment. De hoofdrol wordt gespeeld door Tom Hanks, die al meerdere malen succesvolle films heeft gemaakt met Robert Zemeckis. De première ging in op 8 december 2004 en de film heeft een speelduur van ongeveer 90 minuten. De film is gebaseerd op het kinderboek van schrijver Chris Van Allsburg.

## Verhaal
Kerstavond. Terwijl een jongen in slaap probeert te vallen hoort hij het geluid van een trein. Zodra hij naar buiten stapt in de sneeuw ziet hij een immense trein op straatspoor met stoomlocomotief, die de naam The Polar Express draagt. Een conducteur stapt uit een wagon en vraagt of hij op de trein wil stappen om de kerstman te ontmoeten, want hij weet dat het jongetje twijfelt of de kerstman wel bestaat. Het jongetje twijfelt even maar springt alsnog op de trein, en zo beleven hij en de andere twijfelende kinderen een onvergetelijk avontuur.

## Prijzen en nominaties
De film werd genomineerd voor drie Oscars, maar wist er uiteindelijk geen enkele te winnen. De drie nominaties hadden te maken met de muziek die in de film voorkwam. De muziek voor de film werd gecomponeerd door Alan Silvestri, die onder andere ook de muziek voor Cast Away en Forrest Gump voor zijn rekening nam, alle twee films waarin Tom Hanks de hoofdrol speelt en Robert Zemeckis de regisseur is. Het nummer Believe wordt gezongen door de zanger Josh Groban.

## Rolverdeling
De stemmen voor de Amerikaanse versie werden ingesproken door de volgende acteurs/actrices:
- Tom Hanks: Jongetje, vader van de jongen, conducteur, de vagebond en de Kerstman.
- Josh Hutcherson: Heldenjongen.
- Jimmy Bennett: Eenzame jongen.
- Michael Jeter: Smokey en Steamer.
- Peter Scolari: Eenzame jongen.
- Nono Gaye: Heldenmeisje.
- Eddie Deezen: Betweter.
- Charles Fleischer: Elfengeneraal.

De stemmen voor de Nederlandse versie werden ingesproken door onder andere de volgende acteurs/actrices:
- Frans Limburg: Jongetje, vader van de jongen, conducteur, de vagebond en de Kerstman.
- Jan Nonhof: De Machinist.